# بویار نیشانی
بوجار نیشانی (انگلیسی: Bujar Nishani؛ زاده ۲۹ سپتامبر ۱۹۶۶ – ۲۸ مهٔ ۲۰۲۲) یک سیاست‌مدار اهل آلبانی بود. وی از ۲۴ ژوئیهٔ ۲۰۱۲ تا ۲۴ ژوئیهٔ ۲۰۱۷ رئیس‌جمهور این کشور بود.